# Comuna Videbæk
Videbæk (Videbæk Kommune) a fost o comună din comitatul Ringkjøbing Amt, Danemarca, care a existat între anii 1970-2006. Comuna avea o suprafață totală de 289,19 km² și o populație de 1.214 locuitori (în 2005), iar din 2007 teritoriul său face parte din comuna Ringkøbing-Skjern.